# Cantonul Villeneuve-sur-Yonne
Cantonul Villeneuve-sur-Yonne este un canton din arondismentul Sens, departamentul Yonne, regiunea Burgundia, Franța.

## Comune
- Armeau
- Bussy-le-Repos
- Chaumot
- Dixmont
- Les Bordes
- Piffonds
- Rousson
- Villeneuve-sur-Yonne (reședință)